# 2046 (film)
2046 is een Hongkong-Chinese film uit 2004 van regisseur Wong Kar-Wai.

## Verhaal
De Chinese schrijver Chow Mo Wan ontmoet in 1960 de getrouwde Su Li-Zhen. Hoewel ze geen seks hebben, wordt Li-Zhen voor hem een ideaalbeeld, met wie hij elke vrouw die hij ontmoet vergelijkt. Jaren later zit hij in het Oriental Hotel te werken aan zijn sciencefictionroman 2046. Hij begint een passionele relatie met de mooie prostituee Bai Ling, die in de naastgelegen kamer 2046 woont. Ook de oudste dochter van de hoteleigenaar en de mysterieuze gokster de 'zwarte spin', die ook Su Li-Zhen blijkt te heten, kunnen hem zijn ideale vrouw niet laten vergeten.

## Rolbezetting
- Tony Leung Chiu-Wai als Chow Mo Wan, de schrijver
- Gong Li als Su Li-Zhen, de 'zwarte spin'
- Zhang Ziyi als Bai Ling, de prostituee
- Faye Wong als Wang Jing-Wen, de dochter van de hoteleigenaar
- Maggie Cheung als Su Li-Zhen